# 迈克尔·K的生活和时代
《迈克尔·K的生活和时代》（英語：Life & Times of Michael K），是南非英語作家约翰·马克斯韦尔·库切的长篇小说。1983年，这部长篇小说荣获布克奖。

## 内容
南非黑人迈克尔在南非内战时期，带着母亲回她记忆里的家乡，他把母亲放在手推车上，推着母亲往家乡走去，但是母亲半路上就病死了，母亲的尸骨火化之后，他又带着骨灰继续往家乡前进，最后，他把母亲的骨灰埋在一座废弃的庄园里，最后，他在庄园里住了下来，但是不久之后就被人发觉，把他送入集中营。

## 主题和风格
这部长篇小说主要描写了南非内战以及种族冲突。

## 译著
简体中文版本已经由翻译家邹海仑翻译出版。